# Strzelba ZAH-1
ZAH-1 – model wojskowej strzelby powtarzalnej skonstruowanej w Zakładzie Konstrukcji i Eksploatacji Broni Palnej ITU WAT.
Projekt powstał w ramach pracy dyplomowej podporucznika Mirosława Zahora wykonanej pod kierunkiem płk. dr inż. Andrzeja Cieplińskiego i płk. mgr inż. Witolda Koperskiego.
ZAH-1 była strzelbą powtarzalną przeładowywaną ruchem łoża. W konstrukcji broni wykorzystano niektóre podzespoły karabinu AKM. Zamek dwuczęściowy, ryglowany rolkami. Lufa gładka, zakończona uchwytem do mocowania bagnetu. Zasilanie z wymiennych magazynków pudełkowych o pojemności 5 nabojów. Celownik mechaniczny, stały (nastawa 50 m).